# فرودگاه هاینس
فرودگاه هاینس (به انگلیسی: Haines Airport) یک فرودگاه همگانی بهره‌برداری هوایی با کد یاتا HNS است که یک باند فرود آسفالت دارد و طول باند آن ۱۲۱۹ متر است. این فرودگاه در شهر هینز کشور ایالات متحده آمریکا قرار دارد و در ارتفاع ۵ متری از سطح دریا واقع شده‌است.